# Bruc boal
|  | No s'ha de confondre amb Bruc d'hivern. |

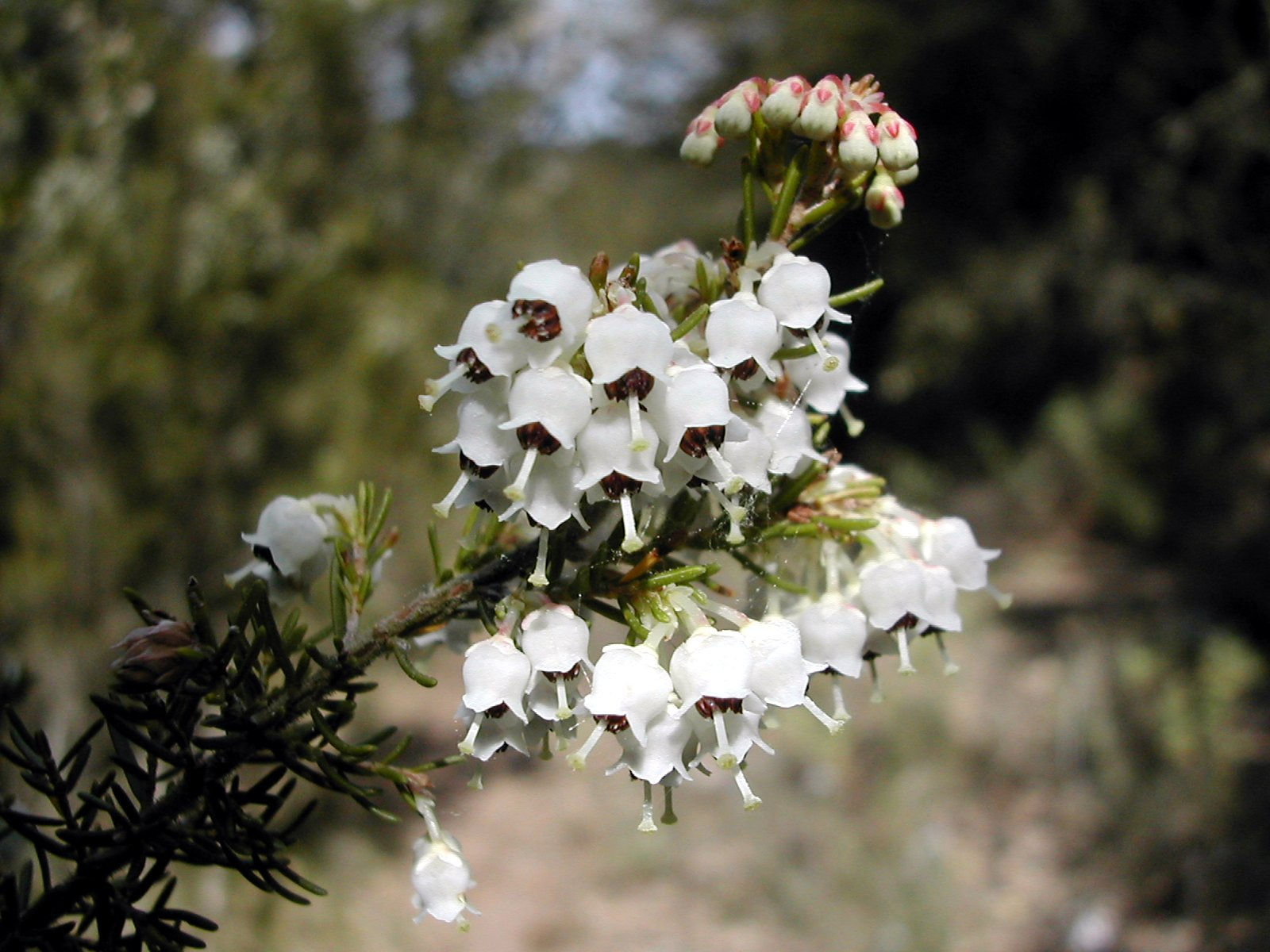
Flors de bruc boal al parc de Sant Llorenç de Munt

El bruc boal (Erica arborea) és un arbust de la família de les ericàcies. També es coneix com a bruc mascle, bruc de soques, bruc de bou o bruc de pipes. L'epítet específic arborea prové del llatí i significa ‘arbòria’.

## Descripció
És un arbust molt ramificat, amb les tiges erectes, que als Països Catalans pot arribar fins als 3 m d'alçada. A les Canàries o Madeira pot arribar a fer-se un arbre. Les fulles són lineals i estretes, de 3 a 4 mm de llargada, de color verd fosc. Les flors són petites i blanques en forma de campaneta o gerreta. El bruc boal floreix entre els mesos de febrer i maig, i cada individu fa multitud de flors blanques. El fruit és una càpsula molt petita. La fusta de l'arrel, en forma de bulb, és molt utilitzada en la fabricació de pipes (de fumar).

## Distribució i hàbitat
Aquesta planta és originària de la terra baixa mediterrània, principalment a la Península ibèrica, França, Itàlia i Grècia, però també es troba en algunes parts del nord d'Àfrica.
Prefereix els sòls silícics. Se'l troba gairebé exclusivament a la terra baixa, a les parts altes dels massissos, comú en alzinars i brolles d'estepa i brucs, allà on el sòl ha estat descarbonatat per la pluja. Es pot trobar entre els 0 i els 1.000 metres d'altitud; rarament entre els 1.000 i els 1.200 metres. Es distingeix fàcilment del bruc d'hivern, que floreix a la tardor i té les flors de color rosat.

## Fabricació de pipes
La fusta per a fer pipes prové de l'arrel de l'Erica arborea. Les propietats principals: densitat i resistència a la calor de la fusta de l'arrel de bruc, la fan ideal per tallar pipes de fumar d'alta qualitat i de llarga durada. Des de fa moltes generacions l'arrel del bruc, prèviament bullida s'exporta a Anglaterra per fabricar les millors pipes, des de dues poblacions de la península ibèrica, Santa Coloma de Farners, Alcalá de los Gazules i també Jimena.